# Hans Paulus
Hans Paulus (* 3. Juni 1919 in Bubenreuth; † 4. September 1985 in Nürnberg) war ein deutscher Landwirt und Politiker.
Paulus besuchte die Volksschule und einige Fachschulen und arbeitete danach im Landwirtschaftsbetrieb seiner Eltern. Nach dem Zweiten Weltkrieg, in dem er im Wehr- und Kriegsdienst eingesetzt worden war, übernahm er den Hof seiner Eltern. Von 1945 bis zu seinem Tod war er erster Bürgermeister in seiner Heimatgemeinde, Bubenreuth. 1961 zog er in den Kreistag des Landkreises Erlangen ein, der bei der Gebietsreform 1972 im Landkreis Erlangen-Höchstadt aufging. Er gehörte außerdem dem Landesausschuss des Bayerischen Gemeindetags und von 1972 bis zu seinem Tod dem Bayerischen Senat an.